# Sergei Rudaskow
Sergei Rudaskow (russisch Сергей Рудасков; * 21. Juni 1984) ist ein russischer Radrennfahrer.
Sergei Rudaskow gewann 2006 eine Etappe beim Giro delle Valli Cuneesi nelle Alpi del Mare. Im nächsten Jahr war er dort wieder bei einem Teilstück erfolgreich. 2008 wurde er Profi bei dem schwedischen Professional Continental Team Cycle Collstrop. Sein größter Erfolg war dort ein zweiter Etappenplatz bei der Luxemburg-Rundfahrt. 2010–2012 fuhr Rudaskow für  das Continental Team Itera-Katusha. In seinem ersten Jahr bei Itera-Katusha gewann er eine Etappe bei der Tour of Bulgaria. In den Jahren 2011 und 2012 gewann er insgesamt drei Etappen des Grand Prix of Sochi.

## Erfolge
2010
- eine Etappe Tour of Bulgaria

2011
- eine Etappe Grand Prix of Sochi

2012
- zwei Etappen Grand Prix of Sochi

## Teams
- 2008 Cycle Collstrop
- 2010 Itera-Katusha
- 2011 Itera-Katusha
- 2012 Itera-Katusha